# فایت (میسیسیپی)
فایت (به انگلیسی: Fayette) شهری در ایالت میسیسیپی کشور ایالات متحده آمریکا است که جمعیت آن در سرشماری سال ۲۰۱۰ میلادی، ۱٬۶۱۴
نفر بوده‌است.